# Římskokatolická farnost Třeboň
Římskokatolická farnost Třeboň je územním společenstvím římských katolíků v rámci jindřichohradeckého vikariátu českobudějovické diecéze.

## O farnosti

### Historie
Duchovní správu původně v Třeboni vykonávali augustiniánští kanovníci, usazení v konventu při kostele Panny Marie Královny a sv. Jiljí. Augustiniánská kanonie byla zrušena v roce 1785 a duchovní správu převzal diecézní klérus. Roku 1788 byla farnost povýšena na děkanství. Za první republiky ve městě vedli duchovní správu členové dominikánského řádu. Protože ale dominikáni nejsou řádem, který by se běžně věnoval farní pastoraci, byl jejich konvent v roce 1936 zrušen. Místní řeholníci vystoupili z řádu a zůstali v Třeboni jako diecézní duchovenstvo.

### Současnost
Farnost v Třeboni je obsazena sídelním knězem, který je rovněž administrátorem ex currendo ve farnostech, Chlum u Třeboně, Lutová, Majdalena a Stráž nad Nežárkou.
| Kostel                                  | Místo       | Bohoslužba                                    | Bohoslužba             | Poznámka         |
| --------------------------------------- | ----------- | --------------------------------------------- | ---------------------- | ---------------- |
| Kaple                                   | Branná      | neslouží se pravidelně                        | neslouží se pravidelně | obecní kaple     |
| Kaple                                   | Domanín     | neslouží se pravidelně                        | neslouží se pravidelně | obecní kaple     |
| Kaple                                   | Lužnice     | neslouží se pravidelně                        | neslouží se pravidelně | obecní kaple     |
| Kaple                                   | Přeseka     | neslouží se pravidelně                        | neslouží se pravidelně | obecní kaple     |
| Kaple Panny Marie a sv. Václava         | Stará Hlína | neslouží se pravidelně                        | neslouží se pravidelně | obecní kaple     |
| Kostel Panny Marie Královny a sv. Jiljí | Třeboň      | neděle úterý čtvrtek pátek 1. sobota v měsíci | 9.00 18.30 9.00        | farní kostel     |
| Kostel sv. Alžběty                      | Třeboň      | neslouží se pravidelně                        | neslouží se pravidelně | hřbitovní kostel |
| Oratorium                               | Třeboň      | 3. sobota v měsíci                            | 9.00                   | v domově seniorů |
| Kostel sv. Jiljí                        | Třeboň      | neslouží se pravidelně                        | neslouží se pravidelně | filiální kostel  |